# Жобье, Анри
Луи Пьер Анри Жобье (фр. Louis Pierre Henri Jobier, 6 июля 1879 — 25 марта 1930) — французский фехтовальщик, олимпийский чемпион.

## Биография
Родился в 1879 году. В 1900 году принял участие в Олимпийских играх в Париже, но неудачно. В 1924 году на Олимпийских играх в Париже стал обладателем золотой медали в командном первенстве на рапирах.